# جيمس بي. غوردون
جيمس بي. غوردون (بالإنجليزية: James B. Gordon)‏ هو جندي وسياسي أمريكي، ولد في 2 نوفمبر 1822 في ويلكسبورو في الولايات المتحدة، وتوفي في 18 مايو 1864 في ريتشموند في الولايات المتحدة. انتخب عضو مجلس نواب كارولينا الشمالية.